# Lebedodes wichgrafi
Lebedodes wichgrafi is een vlinder uit de familie van de Metarbelidae. De wetenschappelijke naam van de soort is voor het eerst gepubliceerd in 1910 door Karl Grünberg.
Deze soort komt voor in Senegal, Ivoorkust en Zuid-Afrika.